# アンコーナ
アンコーナ（伊: Ancona ( 音声ファイル)）は、イタリア共和国中部のアドリア海沿岸にある港湾都市で、その周辺地域を含む人口約10万人の基礎自治体（コムーネ）。マルケ州の州都であり、アンコーナ県の県都である。
古代ギリシア人によって築かれた都市に起源を持ち、中世には海洋共和国として繁栄した。

## 名称
アンコーナの沿岸の形状は肘に似ているため、ギリシャ語でアンコン（Ἀγκών / Ankon / 肘 ）と呼ばれた。

## 地理

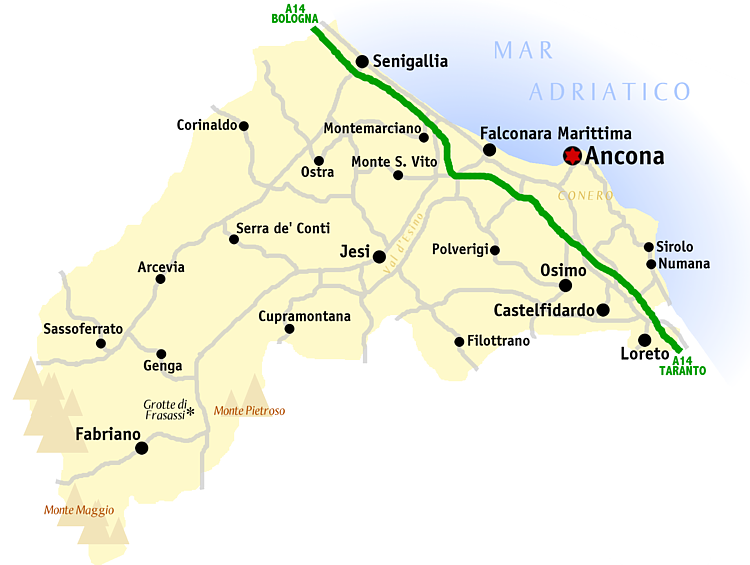
アンコーナ県概略図

### 位置・広がり
アンコーナは、ペーザロから南東へ59km、ペルージャから東北東へ107km、ペスカーラから北北西へ140km、首都ローマから北北東へ208kmの距離に位置する。

#### 隣接コムーネ
隣接するコムーネは以下の通り。
| - アグリアーノ - カメラーノ - カメラータ・ピチェーナ - ファルコナーラ・マリッティマ - オッファーニャ - オージモ - ポルヴェリージ - シローロ |

### 市街および集落
アンコーナの市街は、モンテ・コーネロ岬と、モンテ・アスターニョ岬の2つの突端の丘陵の間に位置する。モンテ・アスターニョはシタデル（要塞）が占め、モンテ・グアスコにはサン・チリアーコ大聖堂（Cattedrale di San Ciriaco、ドゥオモとも）がたつ。大聖堂はアンコーナの聖キリアクスに献堂されている。この場所にはかつてウェヌス神殿があり、カトゥルスとユウェナリスはこれが守護神の場所とされていたと記述している。

### 気候分類・地震分類
アンコーナにおけるイタリアの気候分類 (it) および度日は、zona D, 1688 GGである。
また、イタリアの地震リスク階級 (it) では、zona 2 (sismicità media) に分類される。

## 歴史

### 古代
アンコーナは、およそ紀元前390年頃、古代ギリシャ植民都市シラクーザによって建設され、そのアンコーナという名前を与えられた。これはギリシャ語で「肘」を意味する Αγκων をわずかに限定して音訳したものである。町の東にある港が元来北の隆起によってだけ守られていたことを指しており、肘のように曲がっていた。ギリシャ人商人らがここに古代紫（ティールに住んでいたフェニキア人が最初生み出したとされ、ティールの紫と呼ばれた）染料の工場をつくった(Sil. Ital. viii. 438)。ローマ時代、アンコーナは、曲がったヤシの葉をアームとして付き固める意匠、そして反対にはアフロディーテの頭部とを自前の硬貨にとどめて、ギリシャ語を使用し続けていた。

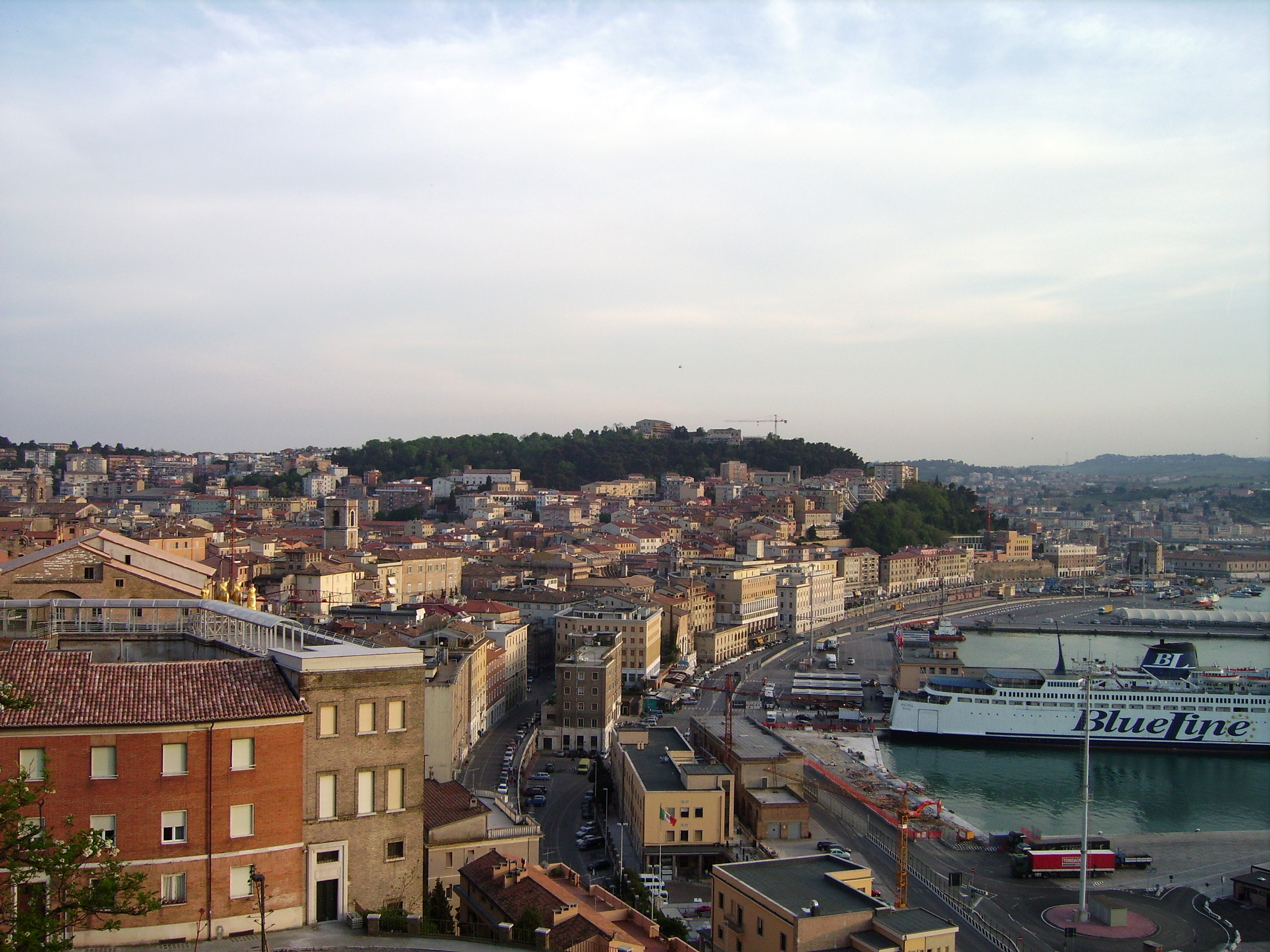
アンコーナ港

古代ローマ植民地となったのはいつかが疑わしい。紀元前178年のイリュリア戦争において海軍基地として占領されていた(ティトゥス・リウィウス xli. i)。ユリウス・カエサルはルビコン川を横断後ただちにアンコーナを所有した。アンコーナ港はローマ帝国時代にはダルマチアに近接しているため重要とみなされ、トラヤヌス帝はお抱えのシリア人建築家ダマスクスのアポロドルスとともに北の埠頭を建設した。最初に埠頭が建てられた頃、大理石製の凱旋門（浮き彫りなしで単独のアーチのみ）が議会と市民によって115年にトラヤヌス帝を讃えて建てられた。

### 中世
西ローマ帝国の滅亡後、アンコーナは連続して東ゴート族、ロンゴバルド族、そしてサラセン人によって攻撃された。しかし、その強さと重要性を取り戻した。東ローマ帝国のラヴェンナ総督領のもとで、ペンタポリス（5つの都市国家）の一つとなった。北イタリアをカロリング朝が征服すると、アンコーナはアンコーナ辺境侯（Marca di Ancona）の首都となった。 1000年以後、アンコーナは独立都市状態となり、ついには重要な海洋共和国となった（ガエータ、トラーニ、ラグーザとともに。アンコーナはイタリア海軍旗上に現れていないものの一つ）。そしてしばしば近郊の強力なヴェネツィア共和国と衝突した。寡頭独裁共和国アンコーナは、6人の長老らが治めていた。長老は市を分割している3つのテルツィエーリ（terzieri）、サン・ピエトロ、ポルト、カポディモンテから選ばれた。アンコーナは自前の硬貨であるアゴンターノ（agontano）を持ち、Statuti del mare e del TerzenaleとStatuti della Doganaとが知られる法規を持っていた。アンコーナは常にラグーザ、東ローマ帝国と同盟関係にあった。1137年と1167年と1174年の3度にわたり帝国軍を押し戻すほどアンコーナの軍事力は強力であった。アンコーナの船は十字軍に用いられ、その航海者にはアンコーナの聖キリアクスも含まれていた。教皇と皇帝の熾烈な争いの最中、12世紀以降イタリアでは問題が頻発した。アンコーナはゲルフ（教皇）側についた。
北イタリアの諸都市とは違い、アンコーナはシニョリーアとなったことはなかった。たった一つの例外は、マラテスタ家による支配を受けたことである。マラテスタ家は1348年に市を掌握した。黒死病による人口の減少、火事による大邸宅の破壊のためであった。マラテスタ家は1383年にアンコーナを追われた。

### 近世
1532年、教皇クレメンス7世のもと、決定的にアンコーナの自治権が失われた。町は教皇領となったのである。教皇庁の象徴はどっしりとしたシタデルであった。ローマ、アヴィニョンとともに、アンコーナは教皇領で突出した都市であった。1569年以後、ユダヤ人はアンコーナ滞在が許可され、1555年以後ゲットーを建設して住むことが許されたのである。
クレメンス12世は埠頭を延長し、トラヤヌス帝のアーチの本物に劣る模型が据えられた。彼は港の南端に検疫所も建て、ルイージ・ヴァンヴィテッリを自身の建築家の長とした。南部埠頭は1880年に建設され、港は高台にある砦から守られた。

### 近代
1797年から、アンコーナはフランスの支配下に入り、しばしば歴史上に重要な要塞として現れ、将軍クリストフ・レオン・ルイ・ジュショー・ド・ラモリシエールが1860年9月29日に捕虜となるまで続いた。

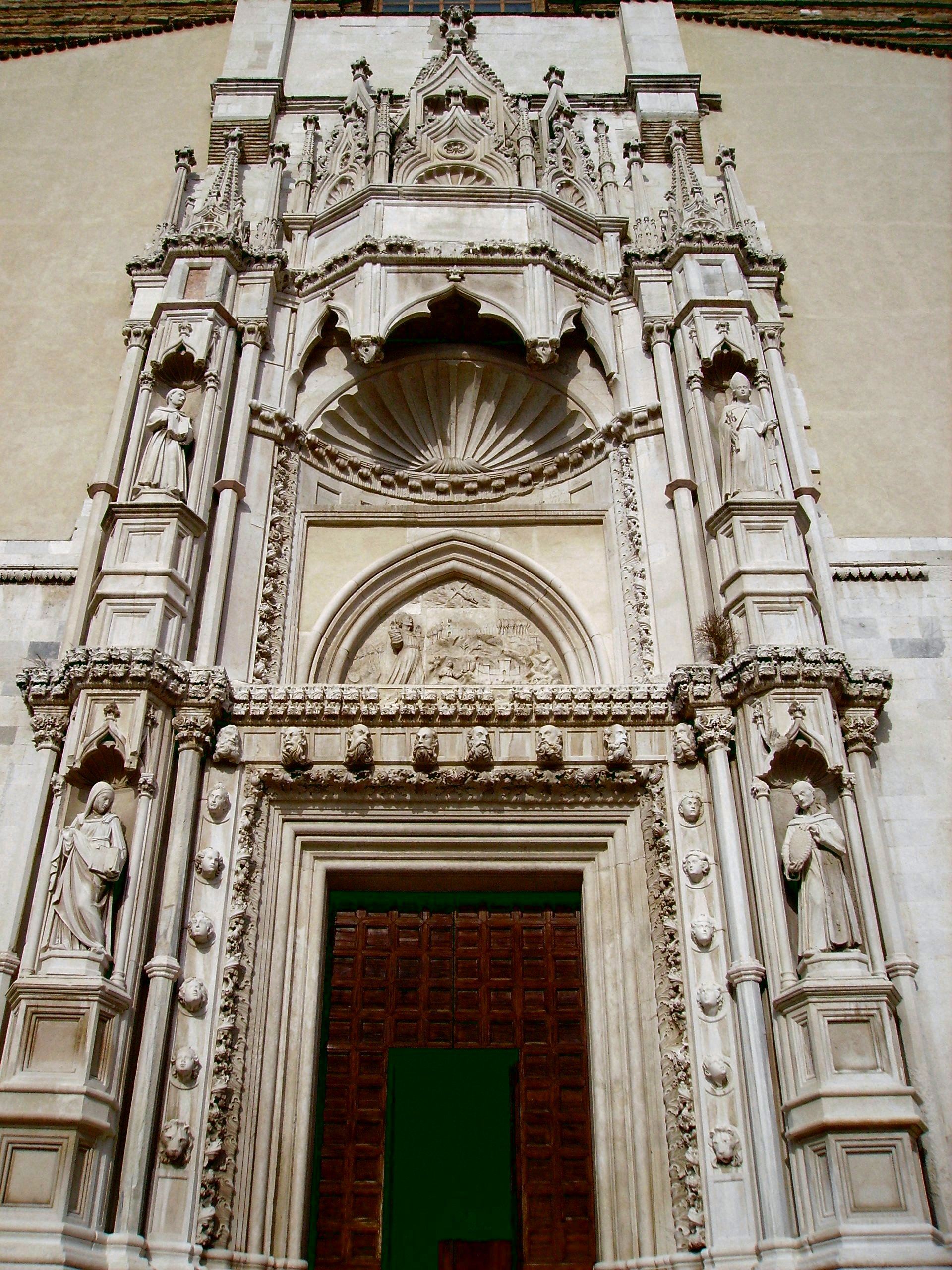
サン・フランチェスコ教会の出入り口

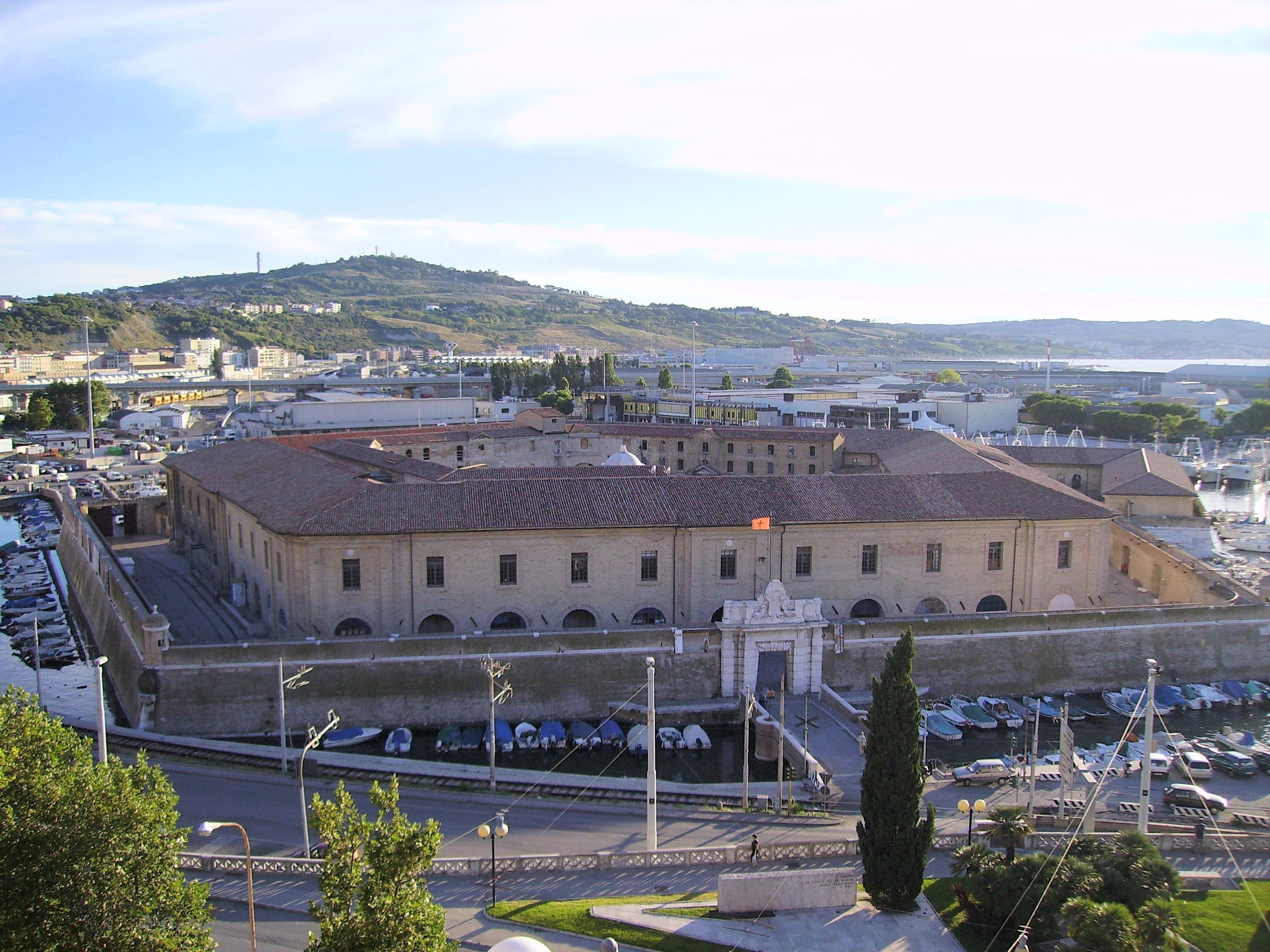
ヴァンヴィテッリの検疫所、ラッツァレット

## 行政

### 行政区画
- Torrette, Collemarino, Palombina Nuova, Poggio, Motesicuro, Candia, Gallignano, Casine di Paterno

## 経済

### 企業
- フィンカンティエリ造船所[8]

## 統計
2007年、アンコーナの人口は101,480人であった（アンコーナ都市圏にはその4倍を超える人口が集中する）。人口の47.6%が男性で、52.4%が女性である。若年層（18歳未満）は人口の15.54%、年金生活者は24.06%である。これは、全国平均の18.06%（若年層）と19.94%（年金生活者）と比較される。アンコーナ住民の平均年齢は、全国平均の42歳に対して48歳である。2002年から2007年までの5年間、アンコーナ人口は1.48%上昇した（イタリア全体では3.56%上昇）。現在のアンコーナの出生率は、住民1000人に対し8.14人で、イタリアの全国平均は9.45人である。
2006年時点、人口の92.77%がイタリア人であった。最大の移民グループはヨーロッパ諸国出身者が3.14%である（特にアルバニア、ルーマニア、ウクライナ）。続いて南アメリカ大陸出身者が0.93%、東アジアが0.83%、次いで北アメリカ大陸出身者が0.80%である。現在、アンコーナで生まれる新生児の6人中1人は、少なくとも外国人（東欧をルーツに持つ人が優勢）の両親から生まれている。

## みどころ

### サン・チリアーコ大聖堂
アンコーナの聖キリアクスに捧げられた美しい大聖堂は、1128年に聖化され、1189年に完成した。一部の作家は、それ以前にあった原型の教会はラテン十字型をしており、8世紀から存在した説を支持する。初期の修繕は1234年に仕上げられた。灰色の石の用いられた優れたロマネスク建築で、ギリシャ十字型となっており、1270年にはマルガリトーネ・ダレッツォによってわずかに中央に改造された12角形のドームを持つ。ファサードはゴシック様式で、1228年にジョルジョ・ダ・コモの手による。彼はファサード両側に側面アーチを持つ計画であった。
内部には両交差廊下に一つの納骨堂がある。これは原型の教会の特徴をよく残している。10本の石柱はウェヌス神殿のものとされ、12世紀の良質な内陣仕切りや彫刻がある。教会は1980年代に細心の注意を払って修繕された。
1986年、アンコーナ大司教座はオージモ司教座と統合し、アンコーナ＝オージモ大司教座となった。

### その他
- 大理石製のトラヤヌス帝アーチ - 高さ18mあり、114年または115年に、港を作った皇帝を讃えて、港の壁へ続く歩道へ至る入り口として建てられた。マルケ州内で優れたローマ遺跡の一つである。原型の青銅でできた豪華な装飾はほとんどが失われている。幅広の一続きの階段によって、高い土台床が近づいたところにたつ。アーチ下通路はわずか3mの幅で、基礎上の縦溝のついた2本のコリント様式石柱が側面にたっている。アッティカ風は碑文にみられる。体裁はローマにあるティトゥス帝の凱旋門のそれであるが、高くなっており、トラヤヌス帝と皇后プロティナ、姉マルキアナの青銅像がアーチ上にそびえ立っている。ローマ帝国の巨大なアドリア海港に接近する船の目印として形作られたのである。
- ラッツァレット（Laemocomiumまたは"Mole Vanvitelliana"） - 建築家ルイージ・ヴァンヴィテッリが1732年に考案した。20,000m²以上の面積をもつ5角形の建物。船舶と共に市街へすぐ到達する伝染病の危険から軍事防衛幹部を守るため建てられた。のち、軍事病院や兵舎としても使われた・現在は文化展示に用いられる。
- 司教邸宅　-　1464年、教皇ピウス2世が崩御した地である。
- サンタ・マリーア・デッラ・ピアッツァ教会 - 13世紀。繊細なアーケード状のファサードを持つ。
- パラッツォ・デル・コムーネ - 非常に高いアーチ状の土台を背景に持つ。マルガリトーネ・ダレッツォの作品だが、2度修繕された。

サン・フランチェスコ教会、サン・アゴスティーノ教会、ベニンカーサ邸、セナート邸、ロッジア・デイ・メルカンティといった後期ゴシック建築の秀例が見られる。全てジョルジョ・オルシーニ（ジョルジョ・ダ・セベニーコとも呼ばれた。セベニーコとは現クロアチア・シベニクのこと）によるものである。サンタ・マリーア・デッラ・ミゼリコルディア教会の入り口は初期ルネサンス様式の華麗な例である。
考古学博物館には、この地区の興味深いローマ以前の墓（ピケヌム）から出土した副葬品、2つのローマ時代の寝台（象牙でできた優れた装飾）が含まれる。

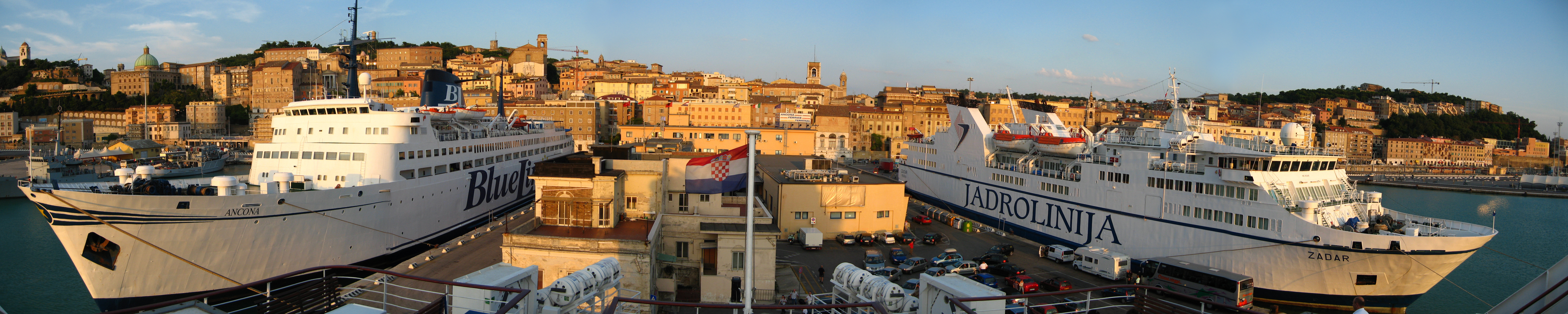
アドリア海横断フェリーの主要港であるアンコーナ港

フランチェスコ・ポディスティ美術館はボスダーリ邸内にある。この邸宅は1558年から1561年にかけ、ペッレグリーノ・ティバルディによって再建された。地元出身の画家フランチェスコ・ポディスティ（1800-1895）と、カメリーノ出身のカルロ・ダ・カメリーノ（15世紀後期から16世紀初頭）、アルカンジェロ・ディ・コーラ（1416-1429の間活動）の作品が含まれる。アンドレア・リッリ（1570年代から1631年以前）の絵画もある。

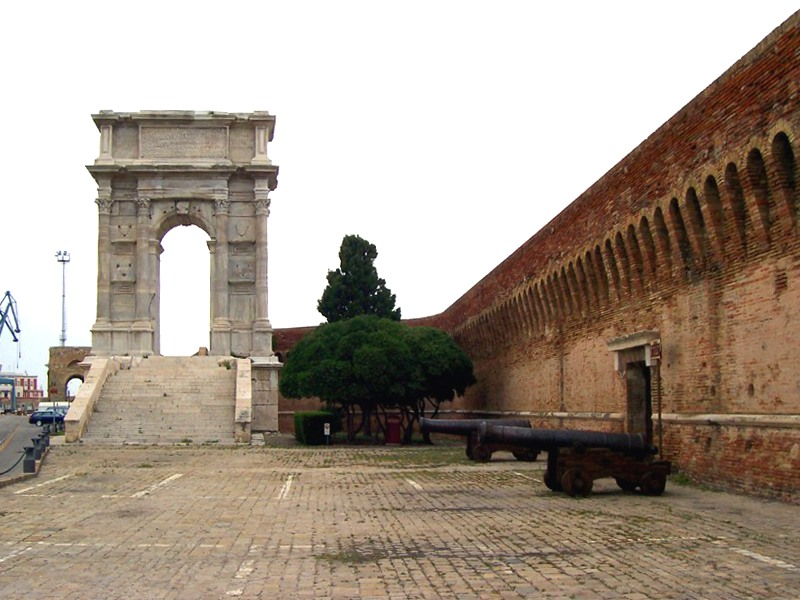
トラヤヌス帝の凱旋門
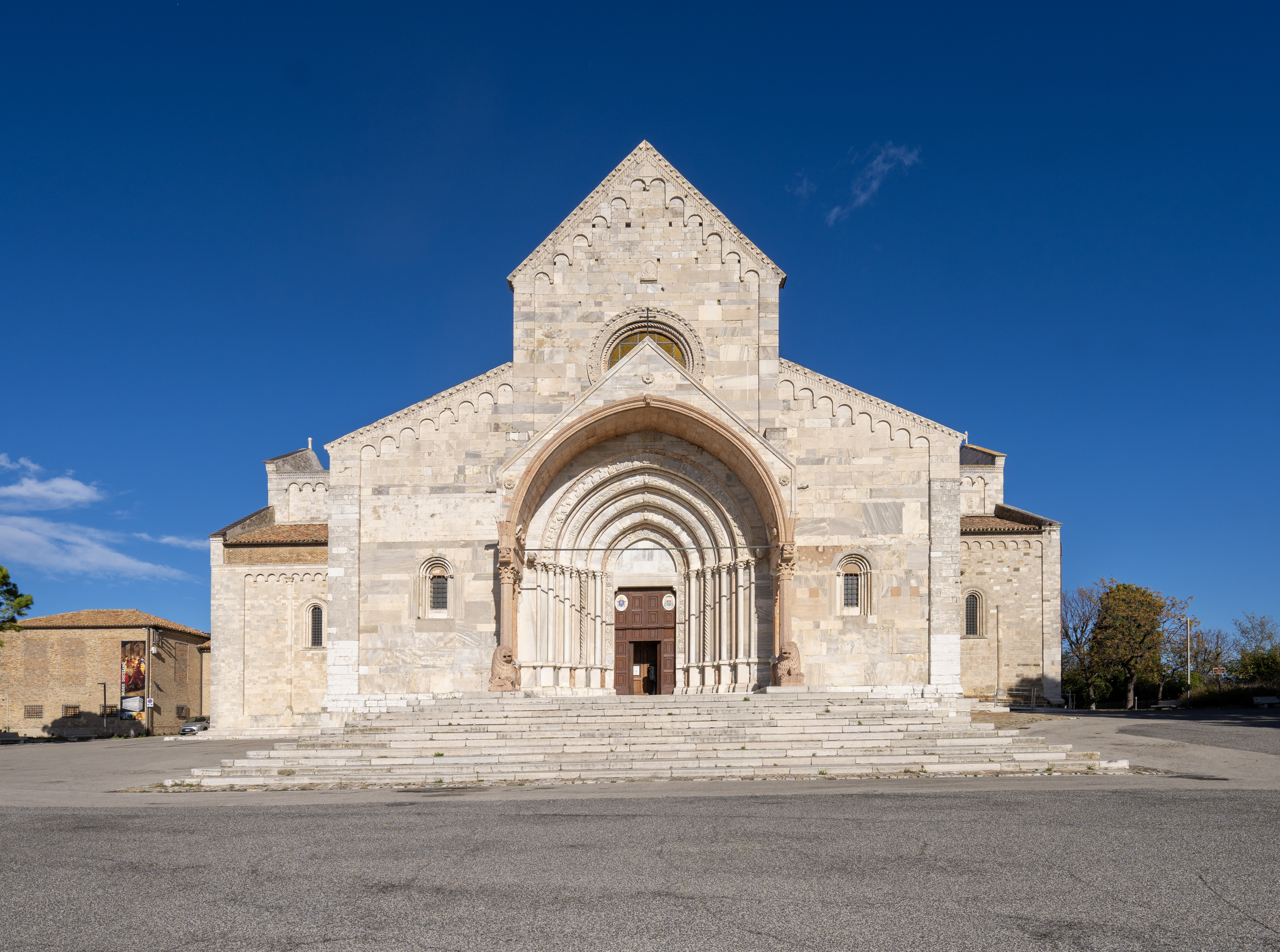
サン・チリアーコ大聖堂
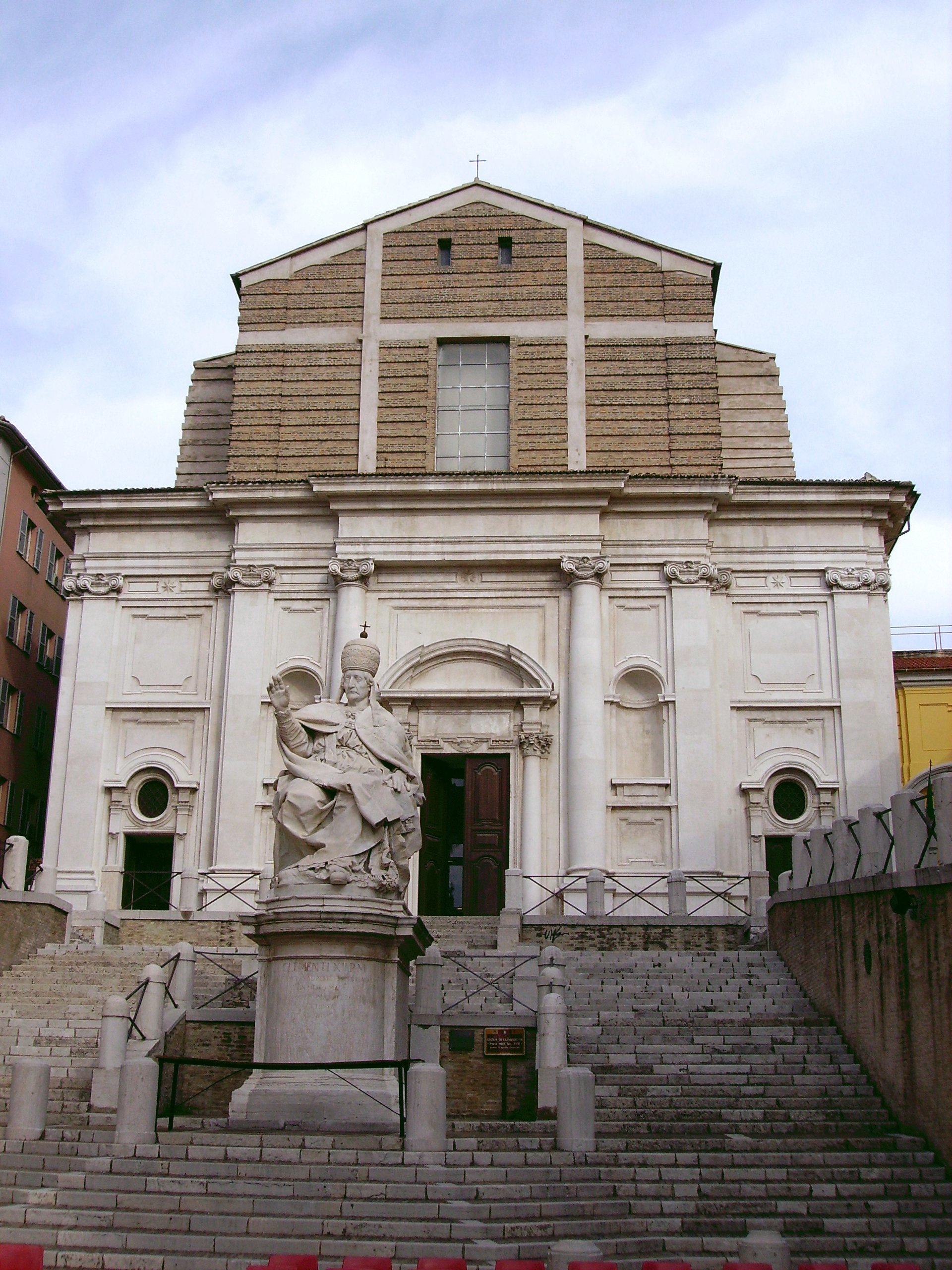
サン・ドメニーコ教会とクレメンス12世像
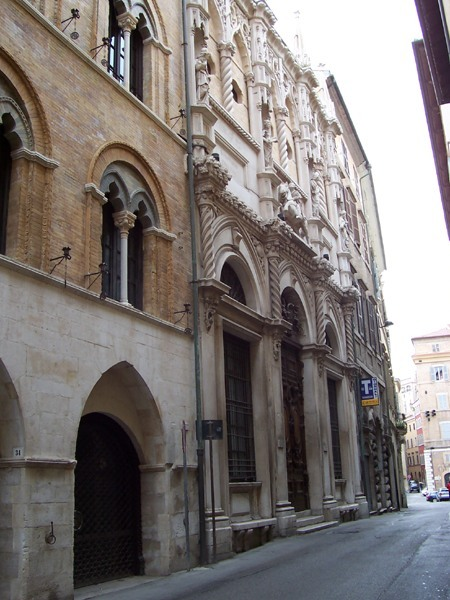
ロッジア・デイ・メルカンティ

## 交通

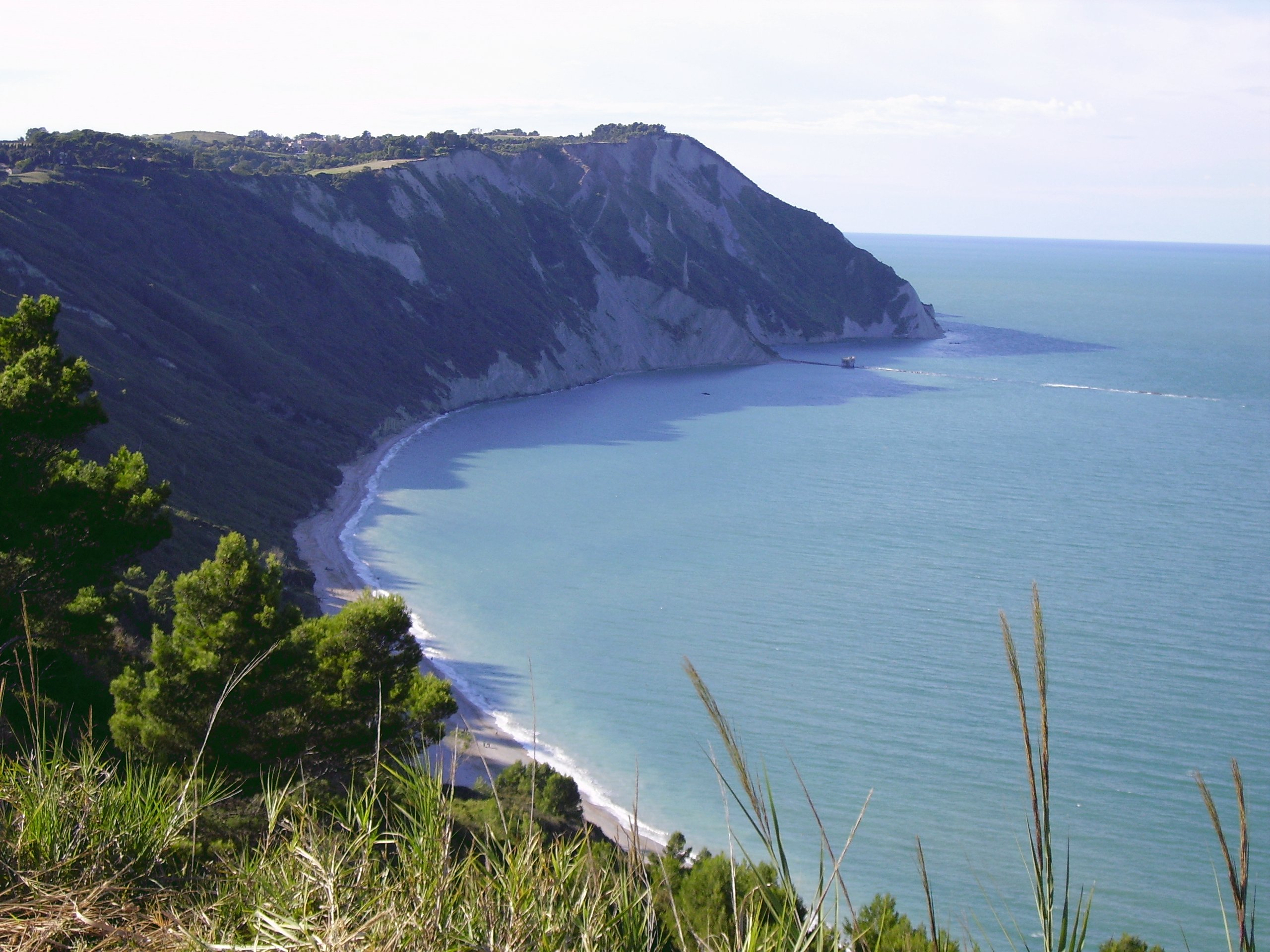
ポルトノーヴォ湾

アンコーナ港には以下の都市との間を往復するフェリーの定期便がある。
- アドリア・フェリーズ（ドゥラス）
- ブルー・ライン・インターナショナル（スプリト、スタリー・グラード、ヴィス島）
- ヤドロリニヤ（スプリト、ザダル）
- SNAV（スプリト、季節ごと）
- スーパーファスト・フェリーズ（イグメンティツァ、パトラ）
- ANEKラインズ（イグメンティツァ、パトラ）
- ミノアン・ラインズ（イグメンティツァ、パトラ）

最寄りの空港はアンコーナ＝ファルコナーラ空港となる。
高速道路アウトストラーダ A14が通っている。

## 外交
以下の国々がアンコーナに領事館を開設している。
- ブルガリア
- フランス
- ギリシャ
- メキシコ
- オランダ
- ロシア

## スポーツ
- USアンコーナ1905 - プロサッカークラブ

アンコーナは過去10回、ジロ・デ・イタリアの会場の一つとなった。

## 姉妹都市
- スプリト、クロアチア
- パトラ、ギリシャ
- イズミル、トルコ
- ガラツィ、ルーマニア
- リブニツァ、スロベニア
- カスルバー、アイルランド
- スヴォルヴァール、ノルウェー

## 人物

### 著名な出身者
- エードゥアルト・フォン・ベーム＝エルモッリ - オーストリア＝ハンガリー帝国の軍人。
- ヴィト・ヴォルテラ - 19-20世紀の数学者・物理学者。
- ヴィルナ・リージ - 20-21世紀の女優。